# Villamagna (Volterra)
Villamagna ist eine Fraktion der italienischen Gemeinde Volterra in der Provinz Pisa, Region Toskana.

## Geographie
Der Ort liegt auf einem Hügel auf 258 m s.l.m. auf der orographisch rechten Talseite des vom Era durchflossenen gleichnamigen Tales. Der Ortskern liegt etwa 15 km nordwestlich von Volterra und etwa 60 Kilometer von der Provinzhauptstadt Pisa entfernt.

## Geschichte
Villamagna wurde erstmals 780 urkundlich erwähnt. 1015 unterstellte Heinrich II.  die Pieve des Ortes dem Domkapitel von Volterra. 1199 gelangte auch Villamagna unter den Einflussbereich des Bischofs von Volterra, nachdem es von den Herren von Cavalcanti an den Bischof übertragen worden war. 1530 wurde der Ort von den Florentinern, angeführt vom Condottiere Alessandro Vitelli, gebrandschatzt. Die Florentiner schleppten zudem die Pest ein,  der ein Großteil der Bevölkerung zum Opfer fiel.

## Sehenswürdigkeiten
- Oratorio di Sant’Antonio Abate, Oratorium im Ortskern.[4]
- Pieve dei Santi Giovanni Battista e Felicita, Pieve, die erstmals 1015 erwähnt wurde.[3] Enthält von Cosimo Daddi (vor 1575–1630[5]) das Leinwandgemälde Madonna del Rosario zuwie in Unterkirche der ehemaligen Comapgnia das Fresko L’ultima cena.[6] Enthielt zudem bis in die 1960er Jahre von Rosso Fiorentino das 1521 mit Ölfarben entstandene Tafelgemälde Madonna con il Bambino fra i Santi Giovanni Battista e Bartolomeo (auch Pala di Villamagna genannt, 169 × 133 cm[7]), das sich heute im Museo diocesano d’arte sacra in Volterra befindet.[8]
- Oratorio della Madonna della Neve, Oratorium aus dem 17. Jahrhundert.[9]

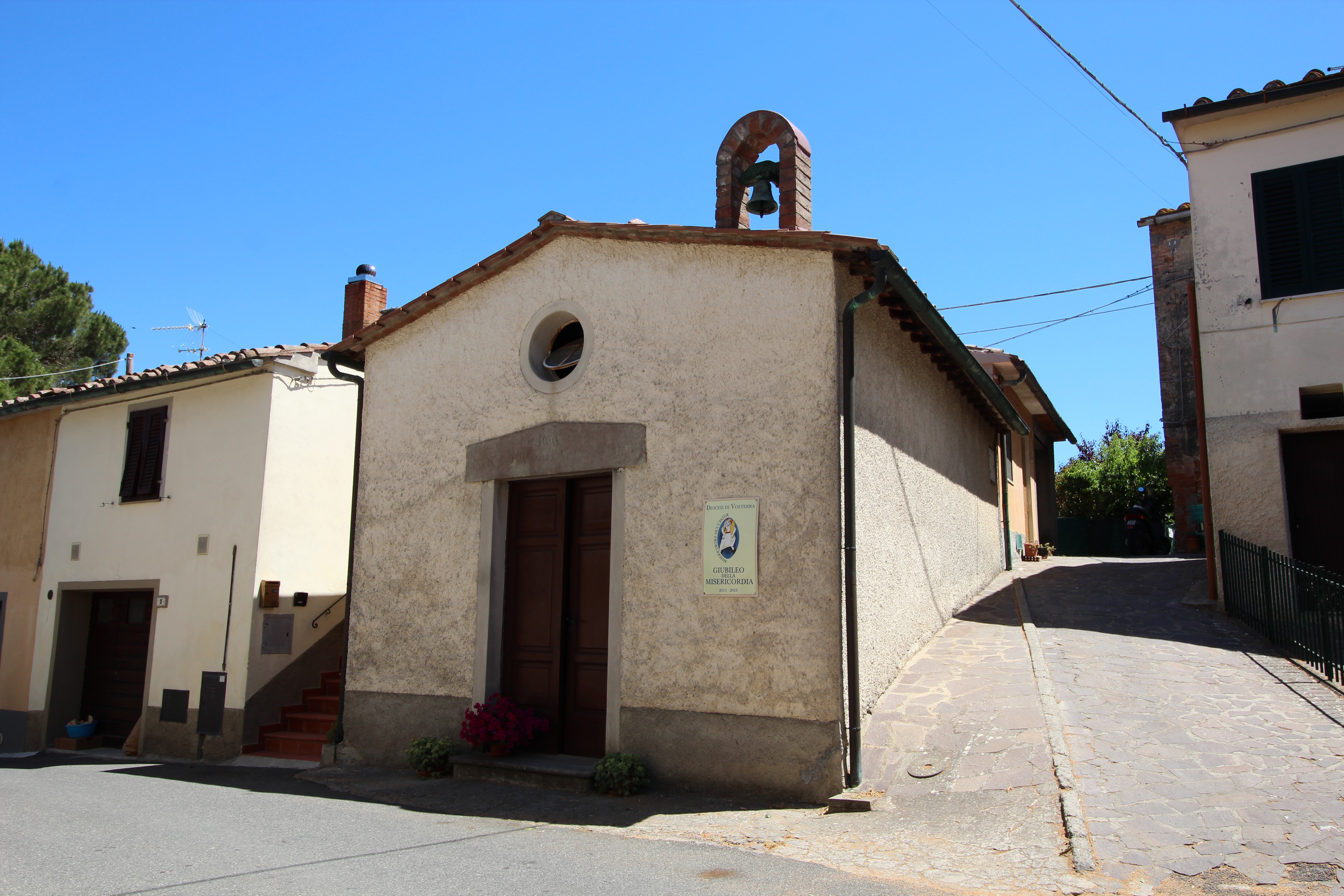
Sant’Antonio Abate
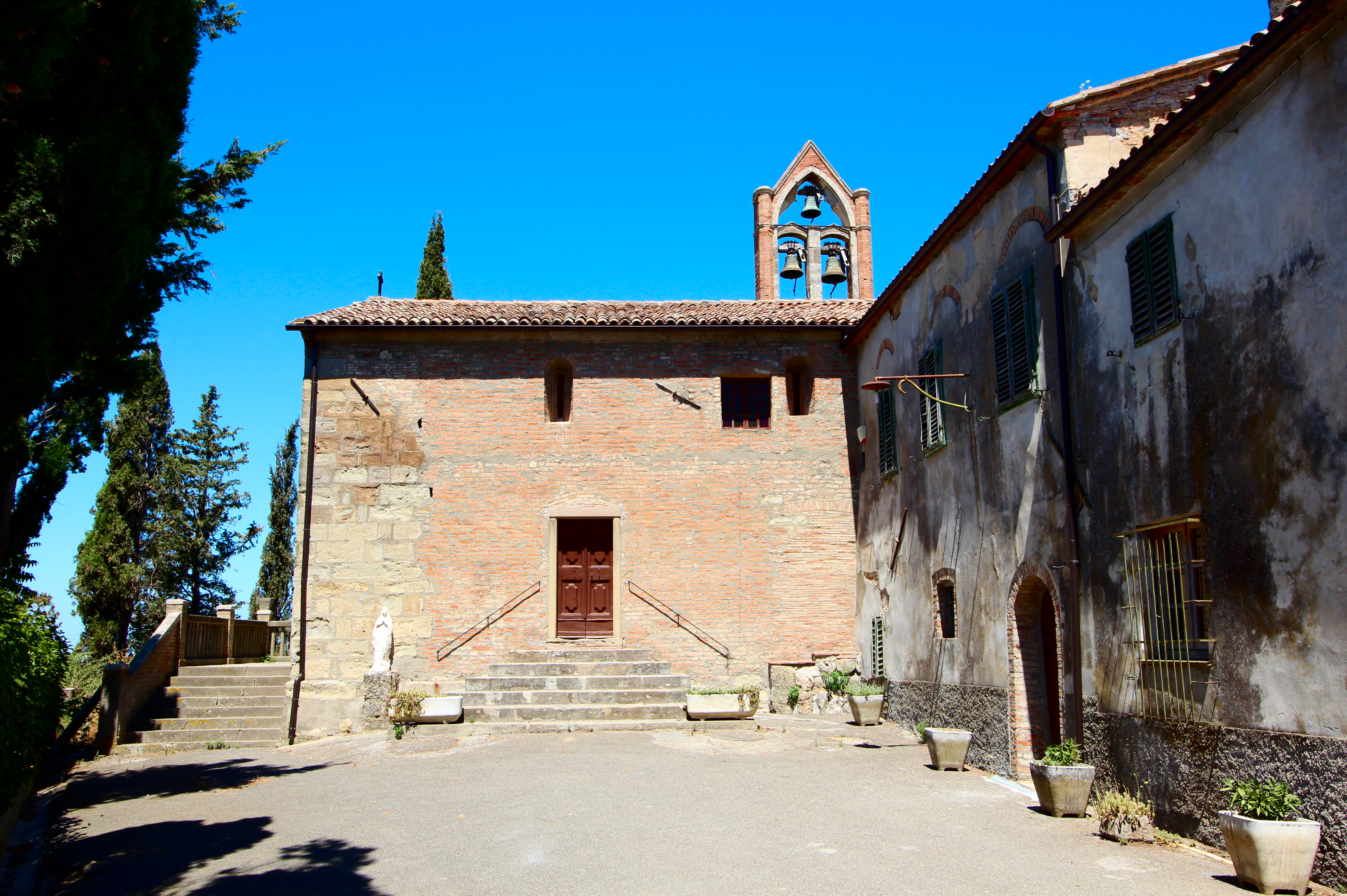
Santi Giovanni Battista e Felicita
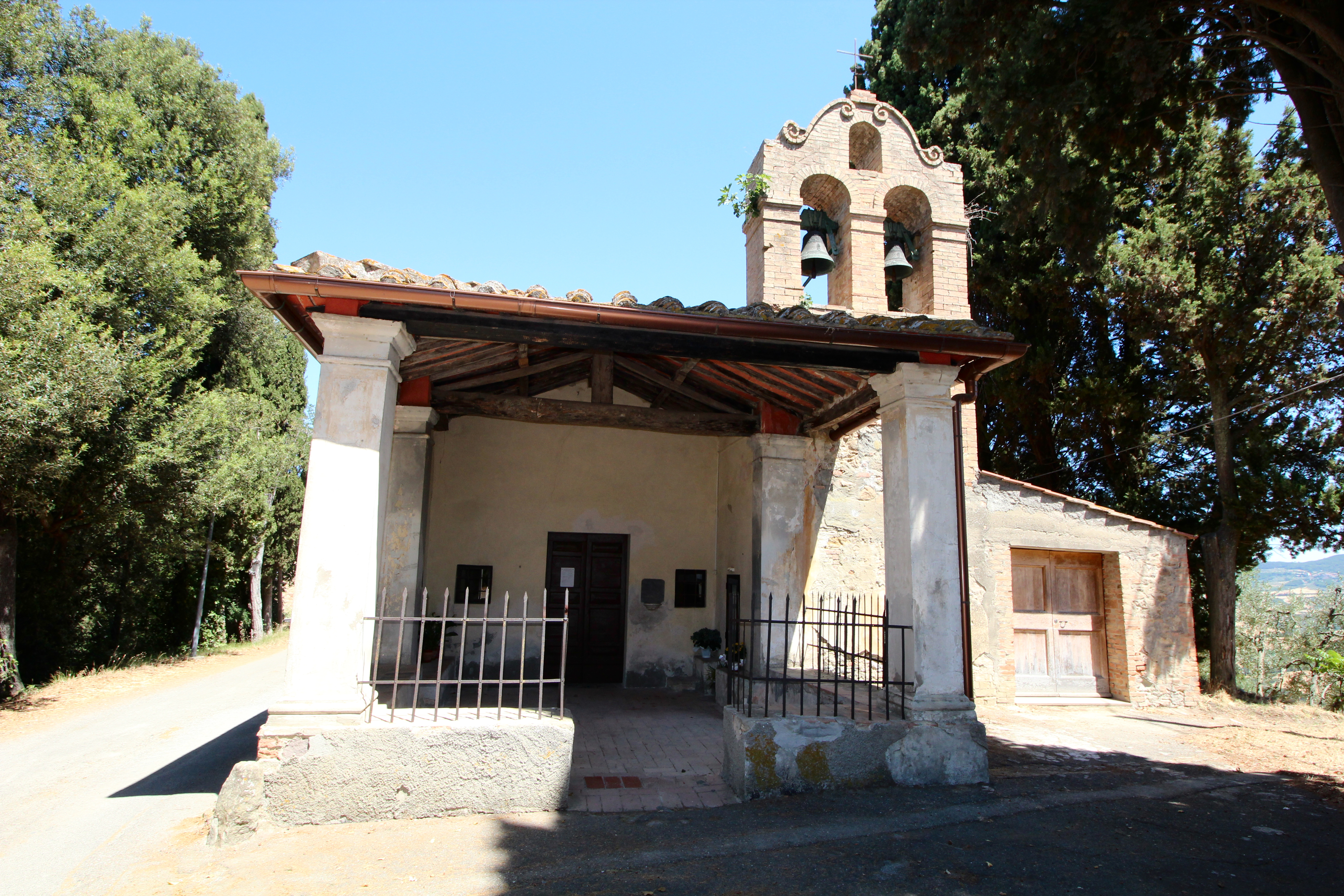
Madonna della Neve